# Rubia chitralensis
Rubia chitralensis är en måreväxtart som beskrevs av Friedrich Ehrendorfer. Rubia chitralensis ingår i släktet krappar, och familjen måreväxter. Inga underarter finns listade i Catalogue of Life.